# 杜孝生
博尤‧特士庫（鄒語：Voyʉe Toskʉ，1922年—2001年3月），漢名杜孝生，日文名鳥宿秀男，是一位出身阿里山鄒族部落的醫師及政治人物。他是鄒族自治運動者吾雍·雅達烏猶卡那的同母異父兄弟。

## 生平

### 早年生活
吾雍·雅達烏猶卡那的父親因意外事故過世後，其妻改嫁並隨後生下博尤‧特士庫。
1942年3月，博尤‧特士庫自臺南州立臺南第一中學校畢業；隔年4月，他考入臺北帝國大學附屬醫學專門部。
1945年，博尤‧特士庫自臺北帝國大學附屬醫學專門部畢業，成為臺灣日治時代末期唯一接受正規醫學教育的臺灣原住民。

### 戰後與白色恐怖
1951年，博尤‧特士庫當選第一屆嘉義縣議員。後來，博尤‧特士庫更出任吳鳳鄉衛生所主任，又應吾雍·雅達烏猶卡那邀請兼任新美農場場長。
1954年，吾雍·雅達烏猶卡那、雅巴斯勇·優路拿納 和樂信·瓦旦等鄒族、泰雅族領袖被控以叛亂罪並處以槍斃；槍決執行同日，他們另被指控的「湯守仁等叛亂及貪污案」被法院裁定不起訴，但博尤‧特士庫仍因被控涉及該案而入獄服刑，並在四年後終獲假釋。
由於當局宣傳和白色恐怖影響，博尤‧特士庫攜帶妻兒遷居嘉義大埔、雲林北港。
1976年，博尤‧特士庫的妻子杜瑞蓮過世，他隨後離開大埔，並轉往埔里基督教醫院服務。後來，博尤‧特士庫與埔里基督教醫院排灣族護士高美英結婚，並遷居其家鄉臺東太麻里金崙地區開設診所。
1995年，博尤．特士庫申請回復傳統姓名。
2001年3月，博尤‧特士庫因多重器官衰竭逝世。

## 家庭
博尤‧特士庫的妻子是鄒族女子杜瑞蓮，他們在婚後育有六個子女；其中，杜銘哲出生於他出獄並遷居大埔後。杜瑞蓮曾在戰前於日本赤十字擔任護士。

## 外部鏈結
- 博尤‧特士庫的悲劇6 - PNN 公視新聞議題中心[永久]